# Stromboli
Stromboli ou, na sua forma portuguesa, Estrômboli (em grego: Στρογγύλη Strongulē) é uma pequena ilha ao norte da costa da Sicília e nela se localiza um dos três vulcões em atividade da Itália. É uma das sete ilhas do arquipélago das ilhas Eólias, no mar Tirreno. A ilha possui uma área de cerca de 12,6 km².
O nome provém do grego antigo Στρογγυλή (Stroŋgulḗ) e lhe foi dado devido à sua forma inchada e redonda.

## Mitologia
Na mitologia grega, a ilha era chamada de Strongyle, devido à sua forma redonda, e era lá que Éolo, personagem da Odisseia, vivia. Ulisses chegou à sua ilha e lá permaneceu durante um mês, contando suas aventuras. Éolo, sensibilizado, entregou a Ulisses um saco de couro de novilho, em que estavam presos todos os ventos, exceto o Oeste, para que este levasse Ulisses de volta à sua casa.
Tendo recebido de Zeus o controle dos ventos, era chamado deus dos ventos, pois ensinava como navegar pela região, perigosa por causa das correntes marinhas e da maré.

## Economia
A economia da ilha sempre dependeu do cultivo da azeitona, do figo e da malvasia (tipo de uva odorífera e doce). E também da pesca e da marinha. Até o século XIX a economia da ilha foi muito rentável, contando Stromboli com cerca de quatro mil habitantes.
A situação econômica piorou nos anos trinta, depois de repetidas séries de erupções e de terramotos e, por fim, pela peronospora, fungo que atacou as plantações de videiras da casta malvasia, eliminando seu cultivo mais rentável, o que fez com que os estrombolianos deixassem a ilha emigrando, principalmente, para os Estados Unidos e Austrália, ameaçando, assim, Stromboli de abandono.

## Núcleos habitados
Hoje, os principais núcleos habitados são San Vincenzo (antigamente região habitada por agricultores), Scari, San Bartolo, Ficogrande (antigamente habitado por armadores) e  Piscità, que se encontra na praia.
Ao sudoeste da ilha, ainda acessível somente via mar, está Ginostra. Belíssima e selvagem, no inverno a população não chega a dez habitantes.
A população de Stromboli no inverno é estimada em cem habitantes, mas no verão chega a até quatro mil habitantes.
De Nápoles, Lípara e Messina a ilha de Stromboli é acessível por conexões regulares de navios.

## Set cinematográfico

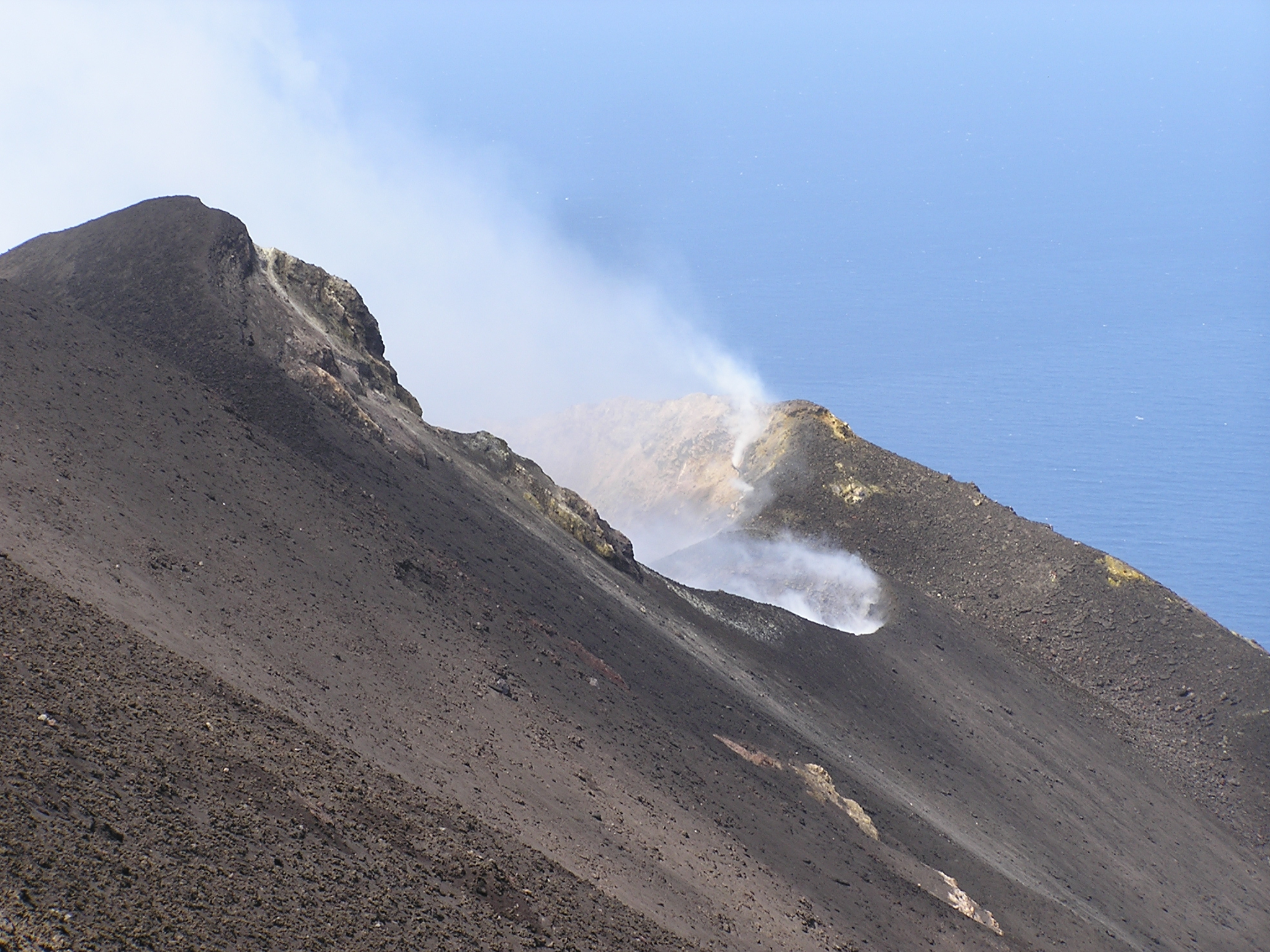
Cratera do Stromboli.

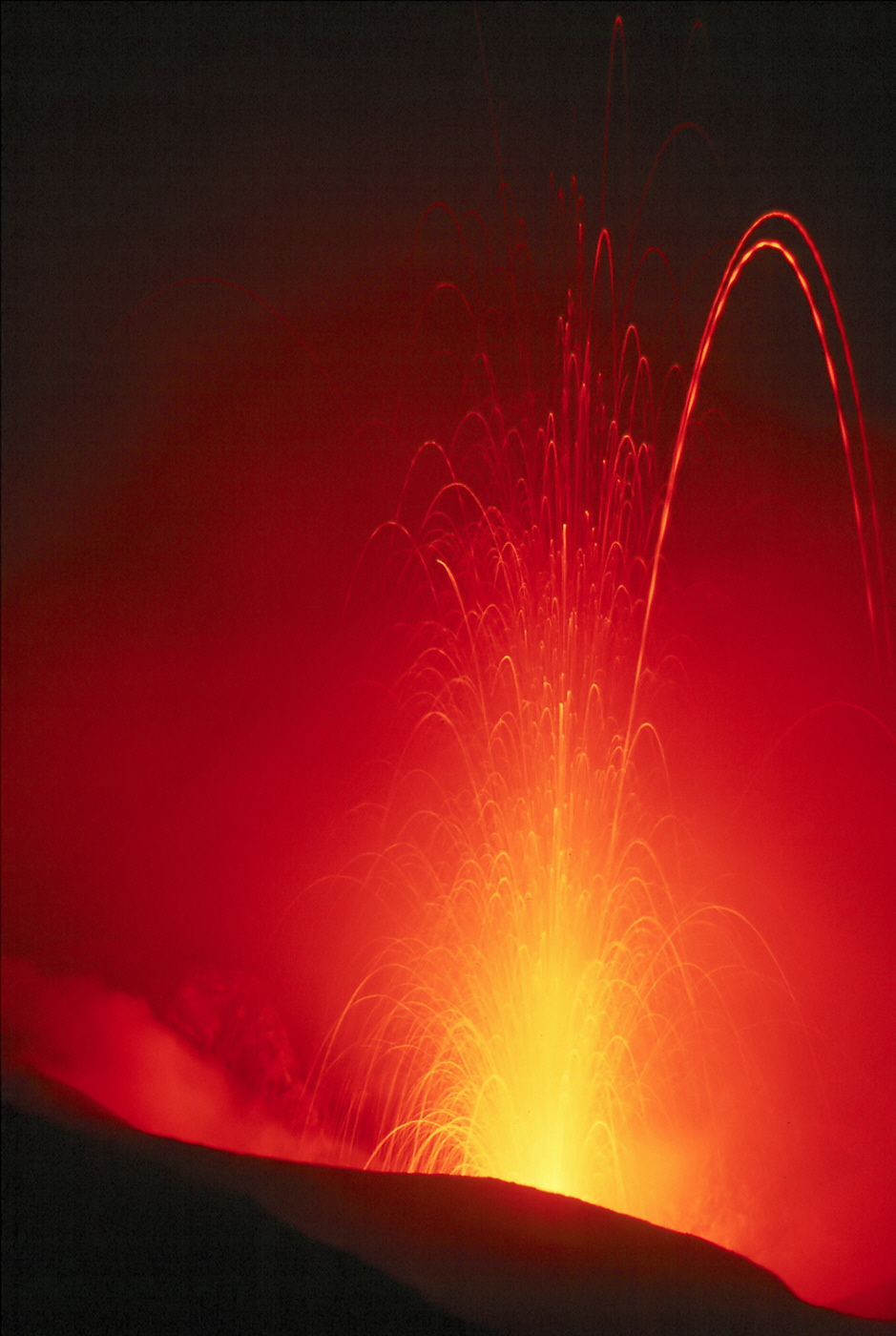
Erupção em 1980.

Roberto Rossellini dirigiu, em 1949, o filme "Stromboli terra di Dio" (Stromboli terra de Deus), protagonizado pela atriz Ingrid Bergman, sueca, que levou a todo o público a ilha e a artista, com quem acabou por casar.

## Características vulcânicas
O Stromboli é o mais ativo vulcão europeu. Suas erupções ocorrem com um intervalo médio de uma hora.
Os habitantes de Stromboli o chamam de "Struògnoli". Quando está mais ativo e lhes provoca medo, contudo, chamam-no também de "iddu" (em siciliano "ele"), como se reflorescessem a memória da natureza divina que um dia era reconhecida por fenômenos naturais incontroláveis.
A atividade "ordinária" do Stromboli consiste em explosões de média energia, que duram de poucos segundos a dez a vinte minutos.